# Рудомёткин, Максим Гаврилович
Максим Гаврилович Рудомёткин (около 1818—1877) — русский религиозный деятель, один из лидеров секты прыгунов, в 1857 году объявил себя «царём духовных христиан» и живым воплощением Святого Духа.

## Биография
Максим Рудомёткин родился в селе Алгасово Моршанского уезда Тамбовской губернии в православной семье, перешедшей в прыгунство. В 1826 году он вместе с семьёй переселился на Кавказ и проживал в селе Никитино Александропольского уезда Эриванской губернии. Занимался крестьянским и плотницким трудом; был женат и имел троих сыновей. В 1830-е годы перешёл в основанный Лукьяном Соколовым прыгунский толк. В 1842 году «за совращение из православия в прыгунство» был осуждён и сослан в Сибирский линейный батальон № 62, где прослужил рядовым с 1845 до 1848 год.
В сентябре 1848 года Рудомёткин бежал со службы и под фальшивыми документами прибыл в село Андреевка Ленкоранского уезда Шемахинской губернии. Здесь он начал проповедовать близкий конец света и наступление тысячелетнего Царства Божьего на земле. В 1852 году во время проповеди с ним случилось особое трясение тела, которое он объяснил схождением благодати Святого Духа. После этого события он объявил себя пророком и отправился проповедовать новое учение в Эриванскую губернию. Проповеди его имели большой успех, и вскоре более половины всех прыгунов Эриванской губернии сделались его последователями. В 1855 году Рудомёткин был арестован и приговорён судом к 8 годам арестантских рот и двукратному прогнанию сквозь строй из 500 человек с плетьми. Однако каким-то образом ему удалось избежать наказания, и он продолжил свою деятельность.
Влияние проповедника стремительно росло. По преданию, в одном из мистических видений Бог-Отец и Бог-Сын поручили ему править «божьими людьми» в наступающем тысячелетнем Царстве. Руководствуясь божественным откровением, Рудомёткин объявил себя воплощением Третьего Лица Троицы и потребовал божеских почестей. В 1857 году при большом стечении народа у подножия горы Арарат он короновался как «царь духов» и «вождь сионского народа» и облачился в самодельные царские одежды, на которых значились буквы Ц и Д. Он присвоил себе власть отпускать грехи и проклинать вечным проклятием тех, кто ему противился. В качестве одного из новшеств Рудомёткин ввёл многожёнство и сам завёл семь «духовных жён».
Вскоре на события обратили внимание светские власти. В 1858 году Рудомёткин был вновь арестован, предан суду и заключён в Соловецкий монастырь. Путь до места заключения он проделал пешком в кандалах и наручниках. В Соловках Рудомёткин просидел в «каменном мешке» около 9 лет, после чего в 1869 году был переведён в тюрьму суздальского Спасо-Евфимьевского монастыря. Здесь он получил возможность писать и составил 14 пророческих книг, которые были доставлены его сподвижникам на Кавказ. В своих писаниях предрекал близкую гибель Российской империи и описывал устройство будущего Царства Божьего на земле под своим управлением. Впоследствии из этих книг была составлена «Книга солнца», ставшая священной книгой прыгунов. Книга вместе с другими прыгунскими писаниями была издана в 1915 году в Лос-Анджелесе в сборнике «Дух и жизнь». Сам Рудомёткин скончался в 1877 году в суздальской тюрьме, хотя прыгуны уверяли, что под его именем был похоронен другой человек.

## Учение
Максим Рудомёткин явился основателем особого толка в прыгунстве, последователи которого именуются «максимистами». Максимисты верят, что через Рудомёткина Бог даровал человечеству новое, более совершенное откровение, чем откровение Библии. Откровение это изложено в книге «Дух и жизнь», основную часть которого составляют сочинения самого Рудомёткина. Особое место в учении максимистов отводится личности «царя духов», который почитается как Третье Лицо Троицы и будущий правитель тысячелетнего Царства Божьего на земле. По их вере, в тысячелетнем Царстве Рудомёткин будет править вместе с Иисусом Христом, а его противники будут преданы вечной погибели.